# Scottish Division One 1901-1902
La Scottish Division One 1901-1902 è stata la 12ª edizione della massima serie del campionato scozzese di calcio, disputato tra il 17 agosto 1901 e 29 marzo 1902 e concluso con la vittoria dei Rangers al loro quinto titolo, il quarto consecutivo.
Capocannoniere del torneo è stato William Maxwell (Third Lanark) con 10 reti.

## Stagione
Il Partick Thistle, retrocesso nella precedente stagione, non fu sostituito, cosicché il numero delle squadre partecipanti ritornò a dieci. Non ci furono retrocessioni, in vista del futuro allargamento a 12 squadre previsto per la stagione successiva.
I Rangers conquistarono il titolo alla penultima giornata, battendo il Celtic nello scontro diretto per 2-4.

## Classifica finale
Fonte:
|  | Pos. | Squadra      | Pt | G  | V  | N | P  | GF | GS |
|  | ---- | ------------ | -- | -- | -- | - | -- | -- | -- |
|  | 1.   | Rangers      | 28 | 18 | 13 | 2 | 3  | 43 | 29 |
|  | 2.   | Celtic       | 26 | 18 | 11 | 4 | 3  | 38 | 28 |
|  | 3.   | Hearts       | 22 | 18 | 10 | 2 | 6  | 32 | 21 |
|  | 4.   | Third Lanark | 19 | 18 | 7  | 5 | 6  | 30 | 26 |
|  | 4.   | St. Mirren   | 19 | 18 | 8  | 3 | 7  | 29 | 28 |
|  | 6.   | Hibernian    | 16 | 18 | 6  | 4 | 8  | 36 | 23 |
|  | 6.   | Kilmarnock   | 16 | 18 | 5  | 6 | 7  | 22 | 27 |
|  | 8.   | Queen's Park | 14 | 18 | 5  | 4 | 9  | 21 | 32 |
|  | 9.   | Dundee       | 13 | 18 | 4  | 5 | 9  | 15 | 31 |
|  | 10.  | Morton       | 7  | 18 | 1  | 5 | 12 | 20 | 41 |

Legenda:
      Campione di Scozia.
      Retrocessa in  Scottish Division Two 1902-1903.
Regolamento:
Due punti a vittoria, uno a pareggio, zero a sconfitta.
Vigeva il pari merito. In caso di arrivo a pari punti per l'assegnazione del titolo o per i posti destinati alla rielezione automatica era previsto uno spareggio.